# Bambi-Verleihung 2006
Die 58. Bambi-Verleihung fand am 30. November 2006 im Museum der Mercedes-Benz Welt in Stuttgart statt. Sie wurde von Harald Schmidt und Eva Padberg moderiert und live in der ARD übertragen.

## Veranstaltung

### Der Publikums-Bambi
Nach 2004 und 2005 ging es beim Publikums-Bambi auch 2006 um das TV-Ereignis des Jahres. Nominiert waren die drei Filme Margarete Steiff, Die Sturmflut und Dresden. Der Bambi ging an Margarete Steiff. Damit erhielt Heike Makatsch an diesem Abend zwei Bambis für ihre Beteiligung an diesem Film, da sie ja auch die Kategorie Schauspiel weiblich gewonnen hatte.

### Stichwort Fußballweltmeisterschaft
Die Fußball-Weltmeisterschaft 2006 in Deutschland spielte eine wichtige Rolle bei der Bambi-Verleihung 2006. 
Die vielen freiwilligen Helfer,„die das Bild Deutschlands im Ausland während der WM nachhaltig verändert haben“ sollten geehrt werden. Stellvertretend erhielten drei von ihnen einen Bambi in der Kategorie Engagement. Der Zahnarzt Igor Wetzel aus Wangen im Allgäu hatte die Initiative Wangen hilft Togo gegründet, die Operationen für zwei Personen aus Togo finanzierte und durchführte. Der 13-jährige blinde Kevin Bath hatte Spielberichte für Taubblinde verfasst, wofür er nicht nur einen Bambi, sondern auch ein längeres Gespräch mit seinem Idol Oliver Kahn erhielt. Stefanie Dörrer hatte zehn Tage lang eine Familie aus Ecuador beherbergt.
In der Kategorie Sport wurden Oliver Kahn und Jens Lehmann (der allerdings wegen sportlicher Verpflichtungen nicht kommen konnte und durch seine Frau Conny vertreten wurde) für ihren Teamgeist und ihren sportlichen Umgang miteinander geehrt. Außerdem erhielt Sönke Wortmann einen Bambi für seinen Film Deutschland. Ein Sommermärchen.

## Preisträger
Aufbauend auf die Bambidatenbank:

### Dokumentation
Sönke Wortmann für Deutschland. Ein Sommermärchen

### Ehren-Bambi
Königin Silvia von Schweden für die World Childhood Foundation

### Engagement
Kevin Barth, Stefanie Dörrer und Igor Wetzel für ihr Engagement bei der Fußball-Weltmeisterschaft 2006 (stellvertretend für die 15.000 freiwilligen Helfer bei der FIFA WM 2006 in Deutschland)

 Laudatio: Franz Beckenbauer

### Film International
Samuel L. Jackson

 Laudatio: Maria Furtwängler

### Film National
Tom Tykwer, Bernd Eichinger und Ben Whishaw für Das Parfum – Die Geschichte eines Mörders

### Klassik
Anna Netrebko

### Kultur
Mario Adorf

### Kunst
Jörg Immendorff

### Lebenswerk
Nadja Tiller und Walter Giller

### Mode
Roberto Cavalli

 Laudatio: Victoria Beckham

### Musik National
Juli

### Publikums-Bambi
Heike Makatsch, Felix Eitner und Arno Ortmair für Margarete Steiff

### Schauspiel männlich
Sebastian Koch für Das Leben der Anderen
Benno Fürmann für Die Sturmflut
Moritz Bleibtreu für Elementarteilchen

### Schauspiel weiblich
Heike Makatsch für Margarete Steiff
Felicitas Woll für Dresden
Nadja Uhl für Nicht alle waren Mörder

### Shooting Stars
Scissor Sisters

### Sport
Jens Lehmann und Oliver Kahn

## Ausstrahlung im Fernsehen
Die Übertragung wurde live im Ersten gesendet. Diese sahen insgesamt 6,72 Millionen Zuschauer bei 22,1 Prozent Marktanteil. In der werberelevanten Zielgruppe waren es 1,55 Millionen bei 12,3 Prozent Marktanteil. Auf RTL wurde ab 23:10 Uhr das Bambi Exclusiv Spezial – Die Nacht der Stars ausgestrahlt.